# Orthocis flavipennis
Orthocis flavipennis es una especie de coleóptero de la familia Ciidae.

## Distribución geográfica
Habita en Vietnam.